# Победить или умереть
«Победить или умереть» (англ. Do or Die) — американский боевик 1991 года. Автором сценария и режиссёром фильма стал Энди Сидарис. Главные роли исполнили Синтия Бримхолл, Пэт Морита и Эрик Эстрада.

## Описание сюжета
Две красивые женщины, специальные агенты из США, получают задание от главы агентства. Их цель состоит в том, чтобы выследить и уничтожить наёмных убийц. Для этого к ним прибывает подкрепление и команда из восьми человек делится на четыре группы, в каждой из которых мужчина и женщина.

## Актёрский состав
- Пэт Морита — Канеширо
- Эрик Эстрада — Ричард Эстевес
- Дона Спейр — Донна Гамильтон
- Роберта Васкес — Николь Джастин
- Брюс Пенхолл — Брюс Кристиан
- Синтия Бримхолл — Эди Старк
- Уильям Бамиллер — Лукас
- Майкл Дж. Шэйн — Шэйн Эбилайн
- Пандора Пикс — Атланта Ли